# Nappa (North Yorkshire)
Nappa is een civil parish in het bestuurlijke gebied Craven, in het Engelse graafschap North Yorkshire.